# Asques, Gironde
Asques är en kommun i departementet Gironde i regionen Nouvelle-Aquitaine i sydvästra Frankrike. Kommunen ligger i kantonen Fronsac som tillhör arrondissementet Libourne. År 2022 hade Asques 436 invånare.

## Befolkningsutveckling
Antalet invånare i kommunen Asques
Referens:INSEE